# Neolophonotus stevensoni
Neolophonotus stevensoni là một loài ruồi trong họ Asilidae. Neolophonotus stevensoni được Londt miêu tả năm 1985. Loài này phân bố ở vùng nhiệt đới châu Phi.